# Caleb Jones
Caleb Jay Jones, född 6 juni 1997 i Arlington, är en amerikansk professionell ishockeyback som spelar för Chicago Blackhawks i NHL.
Han har tidigare spelat för Edmonton Oilers i NHL; Bakersfield Condors i American Hockey League (AHL); Portland Winterhawks i Western Hockey League (WHL) samt Team USA i United States Hockey League (USHL).
Jones draftades av Edmonton Oilers i fjärde rundan i 2015 års draft som 117:e spelare totalt.

## Statistik
| 2011–2012   | Dallas Stars Elite     | T1EHL       | 10  | 3  | 2  | 5   | 12  | —  | — | —  | —  | —  |
| 2012–2013   | Dallas Stars Elite     | T1EHL       | 40  | 2  | 17 | 19  | 36  | 4  | 0 | 1  | 1  | 2  |
| 2013–2014   | Team USA               | USHL        | 33  | 0  | 7  | 7   | 57  | —  | — | —  | —  | —  |
|             | U.S. National U17 Team |             | 52  | 1  | 14 | 15  | 90  | —  | — | —  | —  | —  |
| 2014–2015   | Team USA               | USHL        | 25  | 2  | 6  | 8   | 28  | —  | — | —  | —  | —  |
|             | U.S. National U18 Team |             | 65  | 6  | 19 | 25  | 50  | —  | — | —  | —  | —  |
| 2015–2016   | Portland Winterhawks   | WHL         | 72  | 10 | 45 | 55  | 64  | 4  | 0 | 2  | 2  | 6  |
|             | Bakersfield Condors    | AHL         | 3   | 0  | 0  | 0   | 2   | —  | — | —  | —  | —  |
| 2016–2017   | Portland Winterhawks   | WHL         | 63  | 9  | 53 | 62  | 54  | 11 | 2 | 8  | 10 | 28 |
| 2017–2018   | Bakersfield Condors    | AHL         | 58  | 2  | 15 | 17  | 43  | —  | — | —  | —  | —  |
| 2018–2019   | Edmonton Oilers        | NHL         | 17  | 1  | 5  | 6   | 6   | —  | — | —  | —  | —  |
|             | Bakersfield Condors    | AHL         | 50  | 6  | 23 | 29  | 28  | 10 | 0 | 3  | 3  | 6  |
| 2019–2020   | Edmonton Oilers        | NHL         | 43  | 4  | 5  | 9   | 10  | 2  | 0 | 0  | 0  | 0  |
|             | Bakersfield Condors    | AHL         | 14  | 3  | 8  | 11  | 4   | —  | — | —  | —  | —  |
| 2020–2021   | Edmonton Oilers        | NHL         | 33  | 0  | 4  | 4   | 6   | —  | — | —  | —  | —  |
| 2021–2022   | Chicago Blackhawks     | NHL         | 51  | 5  | 10 | 15  | 18  | —  | — | —  | —  | —  |
| NHL totalt  | NHL totalt             | NHL totalt  | 144 | 10 | 24 | 34  | 40  | 2  | 0 | 0  | 0  | 0  |
| AHL totalt  | AHL totalt             | AHL totalt  | 125 | 11 | 46 | 57  | 77  | 10 | 0 | 3  | 3  | 6  |
| WHL totalt  | WHL totalt             | WHL totalt  | 135 | 19 | 98 | 117 | 118 | 15 | 2 | 10 | 12 | 34 |
| USHL totalt | USHL totalt            | USHL totalt | 58  | 2  | 13 | 15  | 85  | —  | — | —  | —  | —  |

### Internationellt
| Källa: Uppdaterad: 2018-12-15 | Källa: Uppdaterad: 2018-12-15 | Källa: Uppdaterad: 2018-12-15 |         | Utv = Utvisningsminuter | Utv = Utvisningsminuter | Utv = Utvisningsminuter | Utv = Utvisningsminuter | Utv = Utvisningsminuter |
| År                            | Lag                           | Mästerskap                    | Matcher | Mål                     | Assists                 | Poäng                   | Utv                     |                         |
| ----------------------------- | ----------------------------- | ----------------------------- | ------- | ----------------------- | ----------------------- | ----------------------- | ----------------------- | ----------------------- |
| 2015                          | USA                           | U18-VM                        | 7       | 0                       | 5                       | 5                       | 0                       |                         |
| 2017                          | USA                           | JVM                           | 7       | 0                       | 2                       | 2                       | 2                       |                         |
| Junior totalt                 | Junior totalt                 | Junior totalt                 | 14      | 0                       | 7                       | 7                       | 2                       |                         |

## Privatliv
Caleb Jones är son till den före detta basketspelaren Popeye Jones, som spelade i National Basketball Association (NBA) mellan 1993 och 2004, och yngre bror till ishockeybacken Seth Jones, som spelar för Chicago Blackhawks i NHL.